# 笠青峰
笠 青峰（りゅう せいほう、1937年（昭和12年） - ）は、日本画家。福岡県北九州市出身。福岡市在住。藤田隆治に師事。
1967年、サンフランシスコ「動」画廊で初個展

1996年、アトリエを湯布院に移す。

「桜」、「富士」等「日本」に根ざした豊かな自然を題材に、四季の季節感を生かした作品を描く。「桜」は沖縄から北海道まで「桜」を描き続けているシリーズである。

日本表現派委員。